# Biała (powiat kaliski)
Biała – wieś w Polsce położona w województwie wielkopolskim, w powiecie kaliskim, w gminie Godziesze Wielkie.
Wieś duchowna, własność Klasztoru Cysterek w Ołoboku pod koniec XVI wieku leżała w powiecie kaliskim województwa kaliskiego.  W latach 1975–1998 miejscowość należała administracyjnie do województwa kaliskiego.